# Comtat de Bibb (Alabama)
El comtat de Bibb és un comtat dels Estats Units a Alabama. El comtat és a la zona dels Apalatxes. Segons el cens del 2020, la població era de 22,293 persones. La seu del comtat és Centreville. El comtat es diu així en honor de William W. Bibb (1781-1820), governador del Territori d'Alabama (1817-1819) i primer governador d'Alabama (1819-1820). És un Dry Country, un "comtat sec", on només es pot vendre alcohol en circumstàncies molt limitades.